# محمد حسن الحمصي
محمد حسن الحمصي هو كاتب سوري، مؤسس ومدير عام ورئيس تحرير مجلة صدى الإيمان.

## سيرته الذاتية
محمد حسن الحمصى هو كاتب دمشقي،  درس التجويد على يد الدكتور سعيد الحلواني، وحصل على الشهادة الثانوية (الفرع العلمي) عام 1953م، وحصل على شهادة الإجازة (الليسانس) من الجامعة السورية (كلية الآداب- قسم اللغة العربية) عام 1958م، وحصل على شهادة الإجازة (الليسانس) من جامعة دمشق (كلية الشريعة) عام 1966م، ونال الشهادة الثانوية (الفرع العلمي) عام 1953م، كما حصل على شهادة الماجستير من الأزهر الشريف بالقاهرة (كلية الشريعة والقانون) عام 1975م، ودرجة الدكتوراه في العلوم الإسلامية من كلية الإمام الأوزاعي في بيروت عام 1989م، كما حصل أيضًا على مرتبة الأستاذية من جامعة أم درمان الإسلامية عام 2000م.
تزوج عام 1964م وله ثلاثة من الأبناء.

## نشاطاته
عمل في عام 1967 مدرساً دينياً وخطيباً في عدد من مدارس دمشق ومساجدها، وشارك في العديد من اللقاءات التلفزيونية وفي الندوات والملتقيات الفكرية والمؤتمرات الرسمية، وساهم في نشاط جمعية الأنصار الخيرية بدمشق، وفي نشاط مجمع الشيخ أحمد كفتارو (مجمع أبي النور)، وفي إنشاء اتحاد الناشرين السوريين والعرب، كما ساهم أيضًا كعضو في اتحاد الصحفيين في النشاط الصحفي وله العديد من المقالات العلمية والمشاركات في العديد من المجلات والصحف العربية والعالمية، ودرَّس الأدب العربي في العديد من ثانويات دمشق، وشغل منصب مدير الثانوية الشرعية بدمشق عام 1968م ولفترة سنتين درَّس في كلية الإمام الأوزاعي ببيروت وفي كلية الدعوة الإسلامية، وكلية أصول الدين، في مجمع أبي النور بدمشق، وهو مؤسس ورئيس مجلس إدارة دار الرشيد للطباعة والنشر والتوزيع بدمشق منذ عام 1975م، ومؤسس ورئيس مجلس إدارة مؤسسة الإيمان للطباعة والنشر والتوزيع ببيروت منذ عام 1977، ومؤسس ومدير عام ورئيس تحرير مجلة (صدى الإيمان) التي تصدر في لبنان منذ عام 1995م، ومؤسس ورئيس مجلس إدارة مؤسسة الإيمان للإنتاج السمعي والبصري والمقروء منذ عام 2000م.

## أعماله القصصية
عمل في مجال القصة الإسلامية الهادفة فألف سلسلة قصص من التاريخ ضمت الكتب التالية:
- الدين الحق
- فأين الله
- الإيمان والزنزانة المتجولة
- أم لاكالأمهات
- صراع بين الفضيلة والرذيلة
- مهد البطولات
- مافوق العدل
- وفاء
- كلمة حق

كما كان له مؤلفات في العلم والإيمان أهمها (النحلة تسبح الله، والإيمان بالله) ترجمت إلى اللغة الإنجليزية والفرنسية، وله أيضًا مؤلفات في علوم اللغة العربية مثل الشامل في الإملاء العربي، وكيف تكتب موضوعًا إنشائيًا.
ومن كتبه أيضًا:
- تفسير وبيان مفردات القرآن على مصحف القراءات والتجويد
- تفسير وبيان على مصحف التجويد مع الفهارس الكاملة
- تفسير وبيان مفردات القرآن مع الفهارس الكاملة للألفاظ
- الدعاة والدعوة الإسلامية المعاصرة المنطلقة من مساجد[5][6][7][8]